# James B. Niven
Pour les articles homonymes, voir Niven.
James B. Niven (né le 10 février 1861 à Moffat et mort le 28 juillet 1933) était un footballeur international écossais.

## Biographie
James B. Niven a été l'un des deux internationaux écossais de Moffat. L'autre était James Fraser.
Tout en jouant pour le Moffat Football Club, James B. Niven a honoré une sélection internationale avec l'équipe d'Écosse en disputant le match remporté 8-2 contre l'Irlande le 14 mars 1885. Le match a été joué au premier Hampden Park. L'Écosse menait déjà 4-0 à la mi-temps. Alex Higgins de Kilmarnock a marqué un coup du chapeau. Ce fut l'unique sélection internationale des deux joueurs.